# Фролов, Андре
Андре Фролов (эст. Andre Frolov; 18 апреля 1988, Эммасте, Хийумаа) — эстонский футболист, полузащитник клуба «Пайде ЛМ». Выступал за национальную сборную Эстонии.

## Биография

### Клубная карьера
Воспитанник академии таллинской «Флоры», первый тренер — Прийт Адамсон. На взрослом уровне начинал выступать в командах, входивших в систему «Флоры», дебютировал в 2004 году в составе «Лелле» во второй лиге, затем играл за «Тервис» (Пярну) в первой лиге. 11 сентября 2005 года сыграл первый матч за «Флору» в высшем дивизионе против таллинского «Динамо» (7:0) и забил в этом матче свой первый гол, однако в составе не закрепился, проведя в том сезоне лишь два матча за клуб. В 2006 году выступал в высшей лиге за «Уорриор» (Валга), 2007 год провёл в составе «Флоры-2» в первой лиге, в 2008—2009 годах полтора сезона играл в высшей лиге за «Тулевик».
С лета 2009 года стал игроком основного состава «Флоры». В 2010 и 2011 годах со своей командой завоёвывал чемпионский титул. В 2012 году вошёл в десятку лучших бомбардиров чемпионата, забив 10 голов. В концовке сезона 2012 года был капитаном команды, затем в течение нескольких лет — вице-капитаном. В 2015 году завоевал свой третий чемпионский титул. Всего в составе таллинского клуба сыграл 192 матча в чемпионатах Эстонии, а во всех турнирах — более 200.
В декабре 2016 года перешёл в «Пайде ЛМ», подписав двухлетний контракт. Провёл более 200 матчей за клуб. Вице-чемпион Эстонии 2020 года, обладатель Кубка Эстонии 2022 года.

### Карьера в сборной
Выступал за юношескую, молодёжную и олимпийскую сборные Эстонии.
В национальной сборной Эстонии дебютировал 8 ноября 2012 года в матче против Омана (2:1), заменив на 74-й минуте Атса Пурье и успел поучаствовать в комбинации, которая привела к победному голу. После трёхлетнего перерыва сыграл один матч в ноябре 2015 года и два — в начале 2016 года, во всех из них выходил на замены. В марте 2021 года после 5-летнего перерыва снова вернулся в сборную.

## Достижения
- Чемпион Эстонии: 2010, 2011, 2015
- Обладатель Кубка Эстонии: 2010/11, 2012/13, 2021/22
- Обладатель Суперкубка Эстонии: 2011, 2012, 2014

### Личные
- Рекордсмен по числу сыгранных матчей в высшей лиге чемпионата Эстонии — 518 игр (21.09.2024)[6]